# Коко-Соло

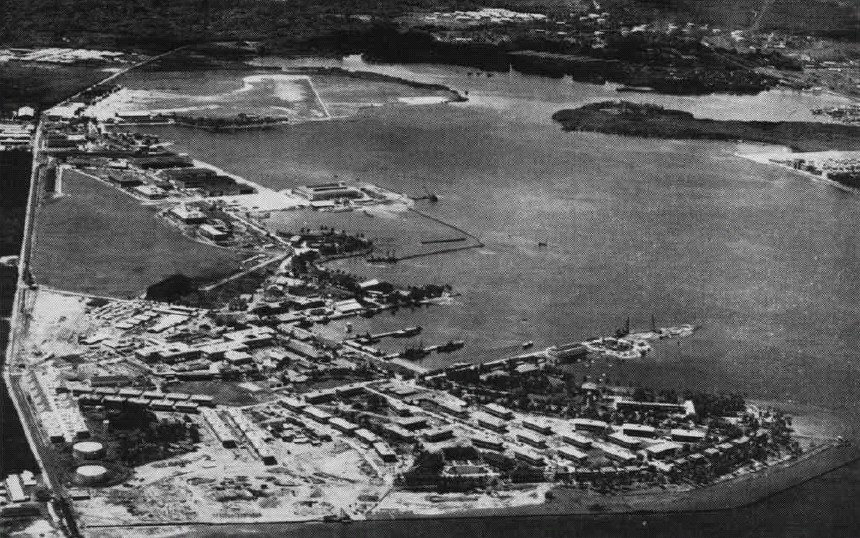
Аэроснимок базы «Коко-Соло» (1941)

Коко-Соло (англ. Coco Solo) — бывшая база подводных лодок Военно-морских сил Соединённых Штатов Америки в Зоне Панамского канала.
В Первую мировую войну Панамский канал должен был тщательно охраняться, для этого было решено разместить несколько постоянных военных баз в зоне канала. Строительство базы подводных лодок «Коко-Соло» началось в 1916 году, в 1917 году база могла принимать значительное количество подводных лодок, а в 1918 году строительство было завершено. База располагалась со стороны Атлантического океана в Зоне Панамского канала, находившейся под управлением Соединённых Штатов в 1903—1979 годах и под совместным управлением с Панамой в 1979—1999 годах, неподалёку от города Колон.
Сенатор Джон Маккейн родился в 1936 году на базе в небольшом госпитале на территории военно-морского аэродрома, в связи с чем неоднократно ставилась под сомнение законность участия Маккейна в президентских выборах 2008 года в Соединённых Штатах.
В годы Второй мировой войны Коко-Соло служила морской базой для эскадрильи истребителей P-38 Lightning.
После возвращения Панамского канала под управление Панамы в 1999 году военная активность Соединённых Штатов на Коко-Соло и близлежащем острове Галета прекратилась. В настоящее время на территории бывшей базы ВМС США располагаются два контейнерных терминала: Колонский контейнерный терминал и Международный терминал «Мансанильо», который является самым загруженным контейнерным портом в Латинской Америке.